# Entente illicite
Le droit de la concurrence (le droit antitrust aux États-Unis) interdit les ententes illicites ou restrictives, c'est-à-dire tous accords entre entreprises, toutes décisions d'associations d'entreprises et toutes pratiques concertées qui ont pour objet ou pour effet d'empêcher, de restreindre ou de fausser le jeu de la concurrence sur un marché. 
Le mot « entente » n'apparaît pas en tant que tel dans les textes législatifs fondant les droits de la concurrence mais est utilisé par les autorités de concurrence, les juridictions et la doctrine. Il désigne indifféremment accords, pratiques concertées et décisions d'associations d'entreprises. L'idée qui caractérise toutes les formes d'entente est la « rencontre de volontés autonomes ».
L'activité économique exige que les entreprises tissent des liens entre elles. Aussi le principe du comportement autonome des entreprises posé par la prohibition des ententes n'est pas absolue. L'interdiction suppose toujours la démonstration d'un impact négatif sur la concurrence. Une entente entre entreprises sera déclarée illicite parce que qualifiée de restrictive de concurrence au terme d'un bilan concurrentiel.
Inversement, ne seront donc pas déclarées illicites au terme du bilan concurrentiel, les ententes dont l'objet ou l'effet sur le marché ne restreint pas la concurrence ou qui peuvent être rachetées au terme d'un deuxième bilan, économique cette fois, qui fait ressortir la prédominance des aspects positifs de l'entente : c'est l'exemption.
L'entente peut revêtir des formes très diverses :
- l'« entente horizontale » désigne un accord entre des acteurs économiques d'un même niveau (plusieurs producteurs d'un même type de produit) ;
- l'« entente verticale » désigne un accord entre des acteurs économiques d'un niveau différent (un fournisseur et son distributeur, ou plusieurs d'entre eux).

Les ententes sont difficiles à détecter et à prouver. Quand elles le sont, elles peuvent être sévèrement sanctionnées, les autorités de concurrence pouvant infliger des amendes de plusieurs centaines de millions d'euros ou de dollars. Cependant, le montant des amendes infligées par la Commission
européenne ne peut excéder 10 % du chiffre d'affaires mondial des entreprises condamnées. Pour David Spector, ce niveau de sanctions, rarement atteint, est souvent beaucoup plus faible que le gain obtenu en moyenne par une entente illicite, dont la probabilité de détection serait de l'ordre de 15 %. Seules des peines de prison pour les dirigeants seraient dissuasives.

## «Entente» et «cartel»
Pour les articles homonymes, voir Cartel.
Dans le sens d'« entente », le mot cartel vient de l'allemand kartell et il désigne une forme élaborée de coopération horizontale entre entreprises indépendantes, en vue d'accroître leur pouvoir sur un marché. Le cartel désigne une situation d'oligopole dans laquelle les concurrents indépendants se mettent d'accord sur le prix du marché que chacun doit pratiquer. Les grands producteurs de l'acier européen ont ainsi formé un cartel selon lequel chaque signataire doit respecter un prix minimum (ou prix plancher) de l'acier vendu à l'extérieur de l'Europe et chaque concurrent exportant à un prix inférieur doit être exclu de cet accord. 
Les pays anglo-saxons emploient également le terme cartel, alors que les droits français et communautaire de la concurrence le traduisent par « entente » dont la définition, plus large, vise tout accord de volonté explicite ou tacite ou toute pratique entre entreprises faisant perdre l'indépendance de leurs comportements respectifs sur le marché. On parle d'entente illicite lorsque l'accord empêche, restreint, ou fausse le jeu normal de la concurrence.
Certaines institutions internationales, dont la Commission européenne ou l'Organisation de coopération et de développement économiques (OCDE), utilisent parfois le terme cartel. Il est alors employé comme synonyme d'entente ; ou bien il renvoie à la définition historique ou économique où un cartel existerait au grand jour, alors que les ententes seraient cachées.
La critique marxiste a dénoncé l'emprise grandissante des cartels à la fin du XIXe siècle et la conjonction de ce phénomène avec la colonisation du monde par les puissances industrielles. Selon Lénine, l'historique de cette cartélisation du capitalisme serait le suivant :  
1. Années 1860-1880 : point culminant du développement de la libre concurrence. Les monopoles ne sont que des embryons à peine perceptibles.
2. Après la crise de 1873, période de large développement des cartels ; cependant ils ne sont encore que l'exception. Ils manquent encore de stabilité. Ils ont encore un caractère passager.
3. Essor de la fin du XIXe siècle et crise de 1900-1903 : les cartels deviennent une des bases de la vie économique tout entière. Le capitalisme s'est transformé en impérialisme.

Les cartels s'entendent sur les conditions de vente, les échéances, etc. Ils se répartissent les débouchés. Ils déterminent la quantité des produits à fabriquer. Ils fixent les prix. Ils répartissent les bénéfices entre les diverses entreprises, etc.

## Droit des ententes en droit communautaire
En droit communautaire, la prohibition des ententes est prévue à l'article 101 du Traité sur le Fonctionnement de l'Union Européenne (anciennement article 81 TCE).
Pour que le droit communautaire de la concurrence s'applique à une entente entre entreprises, celle-ci doit avoir une dimension européenne c'est-à-dire affecter le commerce entre États membres et avoir pour objet ou pour effet de perturber le jeu de la concurrence à l'intérieur du marché commun. Dans le cas contraire, la Commission saisit le ministère de l'Économie de l'État correspondant qui saisit à son tour l'autorité de la concurrence nationale (ex. : affaire de l'intérim en France, lors duquel Adecco, Manpower et VediorBis ont été condamnés en 2009 à une amende de 94,4 millions d'euros).

### Contenu
L'article 101 du Traité sur le Fonctionnement de l'Union Européenne (anciennement article 81 TCE) se divise en trois parties. Dans le premier paragraphe, il pose le principe de la prohibition des ententes (art. 101§1) puis il interdit en particulier celles qui consistent à : 
- fixer en commun les prix ;
- limiter la production ;
- répartir les marchés ou les sources d'approvisionnement ;
- à opérer une discrimination entre les partenaires commerciaux ;
- à imposer des prestations supplémentaires (comme les ventes liées en droit de la consommation).

Le deuxième paragraphe prévoit que ces accords sont nuls de plein droit (art. 101§2). La nullité de l'accord ne présage pas des sanctions que peut prendre la Commission européenne (amendes ou les injonctions par exemple). 
Mais certaines ententes peuvent être autorisées. L'article prévoit des exemptions (art. 101§3) à ces interdictions à certaines conditions : 
- Conditions positives

1. l'entente doit contribuer à améliorer la production ou la distribution des produits ou à promouvoir le progrès technique ou économique ;
2. l'entente doit aussi profiter aux utilisateurs ;

- Conditions négatives

1. L'entente ne doit pas restreindre excessivement la liberté des entreprises participantes ;
2. L'entente ne doit pas donner aux entreprises la possibilité d'éliminer la concurrence.

Avant 2004, seule la Commission avait le pouvoir d'accorder une entente, qui lui avait été préalablement notifiée, sur le fondement de l'article 81§3. Depuis le règlement communautaire n°01/03, l'exemption peut être accordée par une autorité de concurrence d'un État membre de l'Union européenne.

### Exemples
- Cartel de la compote - 58,3 millions d'amende décembre 2019
- Clan des émetteurs de titres-restaurants - 414 millions d'amendes en décembre 2019
- Cartel des vitamines
- Soupçonnés d'avoir conduit des ententes sur d'importants marchés publics de BTP, quelques dirigeants de la société Bouygues ont été visés par une procédure pénale en 1994[6], qui s'est cependant terminée par un non-lieu en novembre 2002, en raison de la prescription de l'action publique ; l'affaire a toutefois rebondi dix ans plus tard, puisque l'usage du mystérieux logiciel DRAPO s'était maintenu dans la profession : le Conseil de la concurrence a obtenu en 2006 la condamnation de 34 entreprises de BTP pour entente généralisée sur les marchés publics d'Île-de-France[7].
- 2006: la Commission européenne a condamné sept cartels à un total de 1,8 milliard d'euros d'amende en 2006[8]
- Mars 2006: treize marques de parfums de luxe (Chanel, Dior, Jean-Paul Gaultier, Kenzo, Givenchy, Guerlain, Hermès, Shiseido, etc.) et trois distributeurs (Marionnaud, Sephora et Nocibé) sont condamnés par le Conseil de la concurrence à plus de 46 millions d'euros d'amende. Ils sont accusés de s'être entendus sur les prix (entente verticale) de 1997 à 2003, chaque distributeur vendant les produits au même prix. Le groupe LVMH, propriétaire de Christian Dior, Givenchy, Guerlain, Kenzo et du distributeur Séphora, écope à lui seul de 15 millions d'amende, et fait appel[9],[10].
- 2007: la Commission européenne a condamné 8 cartels (dont celui des ascenseurs) à un total de 3,3 milliards d'euros d'amende [8].
- Le 24 janvier 2007, la Commission européenne a infligé des amendes d'un montant total de 750 712 500 euros à 11 groupes d'entreprises (ABB, Alstom, Areva, Fuji Electric, Hitachi Japan AE Power Systems, Mitsubishi Electric Corporation, Schneider, Siemens, Toshiba, et VA Tech) pour avoir pris part à une entente dans le domaine des projets relatifs à des appareillages de commutation à isolation gazeuse. La Commission indique qu'« entre 1998 et 2004, les sociétés ont truqué des appels d'offres, fixé des prix, se sont attribué des projets, se sont réparti les marchés et ont échangé entre eux des informations commercialement importantes et confidentielles » [11].
- Le 21 février 2007, la Commission européenne a infligé des amendes d'un montant total de 992 312 200 euros à quatre entreprises présentes sur le marché des ascenseurs (Kone, Otis, Schindler et ThyssenKrupp, qui est condamné à payer une amende de presque 480 millions d'euros) pour avoir pris part notamment à une entente sur ce marché et celui des escaliers mécaniques dans divers pays européens (Belgique, Allemagne, Luxembourg et Pays-Bas)[12],[10].
- Novembre 2007 : Condamnation pour entente illégale sur le marché du vitrage pour bâtiment. 5 groupes sont condamnés à une amende totale de 486,9 millions d'euros : le Français Saint-Gobain (133,9 millions d'euros), le Britannique Pilkington (140 millions), l'Américain Guardian Industries (148 millions d'euros) et le Japonais Asahi (65 millions d'euros)[13].
- Novembre 2008: Amendes de 1,38 milliard d'euros pour quatre fournisseurs de verre à l'industrie automobile, condamnés pour une entente en cours de 1998 à 2003. Saint-Gobain écope des deux-tiers de l'amende (896 millions d'euros), majorée de 60 % pour cause de récidive. Les groupes condamnés (le Français Saint-Gobain, le Britannique Pilkington, le Japonais Asahi et le Belge Soliver) contrôlaient 90 % de ce marché. Asahi a été condamné à 113,5 millions d'euros, Pilkington à 370 millions et Soliver à 4,4 millions d'euros d'amende. Depuis le début de l'année, la Commission européenne a condamné sept cartels pour entente illégale, pour des amendes totales de 2,3 milliards d'euros [8].
- Juillet 2009: Le groupe français GDF-Suez et l'allemand E.ON sont condamnés à chacun 553 millions d'euros d'amende pour entente illégale. Les deux firmes s'étaient en effet mises d'accord pour se partager le marché pendant 30 ans, depuis la construction du gazoduc Megal construit en 1975 [14].
- Décembre 2012: La Commission inflige une amende record de 1,5 milliard pour un cartel sur les tubes cathodiques. Sept entreprises s'étaient entendues sur les prix pendant plus de 10 ans. Le groupe néerlandais Philips Electronics devra s'acquitter de 313,4 millions d'euros d'amende, le Sud-Coréen LG Electronics de 295,6 millions et le Japonais Panasonic de 157,5 millions. Le Français Technicolor devra débourser 38,6 millions, le japonais Toshiba (28 millions) et le sud-coréen Samsung SDI (150,8 millions), ainsi que deux coentreprises de Panasonic. Une huitième entreprise était aussi impliquée. Il s'agit de la société taïwanaise Chunghwa Picture Tubes. Mais elle est épargnée car c'est elle qui a averti la Commission européenne de l'existence de ce cartel.

### Droit des ententes en droit français
Il est essentiellement basé sur l'article L.420-1 du Code de commerce qui dispose, depuis une loi du 15 mai 2001 : 
« 
Sont prohibées même par l'intermédiaire direct ou indirect d'une société du groupe implantée hors de France, lorsqu'elles ont pour objet ou peuvent avoir pour effet d'empêcher, de restreindre ou de fausser le jeu de la concurrence sur un marché, les actions concertées, conventions, ententes expresses ou tacites ou coalitions, notamment lorsqu'elles tendent à :
1. Limiter l'accès au marché ou le libre exercice de la concurrence par d'autres entreprises ;
2. Faire obstacle à la fixation des prix par le libre jeu du marché en favorisant artificiellement leur hausse ou leur baisse ;
3. Limiter ou contrôler la production, les débouchés, les investissements ou le progrès technique ;
4. Répartir les marchés ou les sources d'approvisionnement. »

On peut citer parmi les grandes affaires d'entente:
- 2005 : Philips, Sony et Panasonic sont condamnés à payer une amende totale de 34,4 millions d'euros par le Conseil de la concurrence français sur le marché de l'électronique grand public. Ils s'étaient concertés avec leurs distributeurs pour fixer les prix de revente au détail de leurs produits (hi-fi, TV…)[10]
- 30 novembre 2005 : Orange, SFR et Bouygues Telecom sont condamnés à une amende de 534 millions d'euros à la suite d'une plainte de l'association UFC-Que choisir pour entente et partage d'information entre 1997 et 2003. En appel, la Cour confirme une amende de 442 millions d'euros et maintient l'amende de 92 millions d'euros qui sanctionnait l'échange d'informations sensibles [10].
- Décembre 2005 : Conseil de la Concurrence, avis relatif à des pratiques constatées dans le secteur des cassettes vidéo Disney pour enfants. Ententes entre BVHE, Casino, Carrefour et SDO.
- 13 mars 2006 : Conseil de la Concurrence, décision relative à des pratiques relevées dans le secteur de la parfumerie de luxe.
- 2008 : Le Conseil de la Concurrence condamne plusieurs entreprises membres de l'UFC (Union des Fabricants de Contreplaqué[16]) pour entente illicite. Ces pratiques remontent aux années 90 et concernent UPM, Plysorol, Rougier Panneaux, Joubert, Thébault, Mathé et Allin. Le groupe UPM n'a pas été sanctionné au titre du point IV de l'article L. 464-2 du Code de commerce, ayant coopéré avec l'administration [17].
- 2 février 2009 : Adecco, Manpower et VediorBis ont été condamnés à une amende de 94,4 millions d'euros pour s'être entendus sur les prix entre mars 2003 et novembre 2004 « afin de limiter la compétition entre elles vis-à-vis de leurs clients importants » (Eiffage, La Poste, Alstom, EDF, Servair, les Galeries Lafayette ou Alcan). Ces trois firmes de l'intérim représentent 70 % du marché français et 90 % de la demande des « grands comptes » [5],[10]. Une plainte avait été déposée devant la Commission européenne, qui a saisi le ministère de l'Économie, qui a lui-même saisi l'Autorité de la concurrence française. Ces firmes avaient déjà été condamnées, en 1997, pour une entente qui permettait de limiter les hausses salariales dans le secteur du BTP en Isère et en Savoie lors de la préparation des JO d'Albertville [5].
- 20 septembre 2010 : L'autorité de la concurrence a infligé à onze banques en France près de 385 millions d'euros d'amendes[18], pour avoir illégalement coordonné leur tarification sur le traitement des chèques.

Ces banques avaient facturé des « frais indus à leurs clients », pendant cinq ans, et ainsi mis en place de janvier 2002 à juillet 2007, « de manière concertée », une commission interbancaire de 4,3 centimes d'euros sur 80 % des chèques échangés en France.
Ont été condamnées la Banque de France, la Banque postale, BNP-Paribas, la Confédération Nationale du Crédit Mutuel, le Crédit Agricole, le Crédit du Nord, le Crédit Industriel et Commercial, la LCL, HSBC, la Société Générale. Le groupe BPCE, qui groupe la Banque populaire et la caisse d'Épargne, devra payer à lui seul 90,9 millions d'euros.
Les onze banques en question avaient instauré cette commission unique pour compenser les pertes d'intérêts dues à l'accélération du traitement des chèques par l'emploi de machines de lecture optique. L'échange plus rapide des chèques impliquait que l'argent soit placé moins longtemps, d'où moins d'intérêts à engranger pour les banques. 
Selon l'Autorité de la concurrence le progrès technique réalisé dans le traitement des chèques entrainait un gain de productivité pour les banques, dont elles auraient dû faire bénéficier le consommateur. Au contraire, elles ont cherché à maintenir artificiellement un profit injustifié.
De 2002 à 2007, 700 millions de commissions illégales auraient été ainsi collectés par les banques ici mises en cause.
Les banques ont un mois à la date du 20 septembre 2010 pour faire appel de cette décision. Le recours ne les dispense pas de payer les amendes. Comme il s'agit d'une sanction pénale, les clients des banques n'ont aucun recours. (Ils devront même financer le paiement de ces amendes ... )
Plusieurs banques pourraient encore être condamnées en 2010-2011 pour des ententes illégales sur le crédit immobilier et sur les cartes bancaires,,.